# Pedestal (Lied)
Pedestal (englisch für „Podest“) ist ein Lied, das von der tschechischen Sängerin Alena Shirmanova-Kostebelova unter ihrem Künstlernamen Aiko getextet und interpretiert wurde. Komponiert wurde es von Steven Ansell, der es auch produzierte. Mit dem Titel vertrat Aiko Tschechien beim Eurovision Song Contest 2024 in Malmö.

## Hintergründe
Mit dem Titel trat Aiko bei der tschechischen Eurovisions-Vorentscheidung Eurovision Song CZ 2024 mit sechs weiteren Teilnehmern an. Mit nahezu doppelt so vielen Stimmen wie die zweitplatzierte Elly gewann Aiko die Show, die am 4. Dezember 2023 stattfand.

## Inhaltliches
Laut des Tschechischen Rundfunks stehe der Titel als „Hymne“ für Selbstbestärkung und Selbstliebe. Der Titel hebe die Wichtigkeit hervor, sich selbst im Angesicht von toxischen Beziehungen und Widrigkeiten an erste Stelle zu stellen. Die Sängerin selbst erklärte, dass sie den Titel in einem wütenden Moment während ihrer Beziehung geschrieben hatte und einen Moment der Erkenntnis gehabt habe. Obwohl sie die Person liebe, habe sie erkannt, dass man am Ende des Tages nur sich selbst habe und sich selbst priorisieren, also auf das „Podest“ stellen, solle.

## Veröffentlichung
Der Titel mit einer Länge von 2:28 Minuten wurde am 13. Oktober 2023 auf dem Album Fortune’s Child der Künstlerin veröffentlicht. Eine um eine halbe Minute verlängerte Version für den Eurovision Song Contest erschien als Single. Jene Version erschien auch auf dem Album AIKONIC. Das Musikvideo wurde unter der Regie von Honya Tran gedreht und bereits am 22. September 2023 veröffentlicht.

## Eurovision Song Contest
Mit dem Titel nahm die Tschechische Republik an fünfter Position des zweiten Halbfinale des Eurovision Song Contest 2024 teil, das am 9. Mai 2024 stattfand. Das Lied konnte sich nicht für das Finale qualifizieren und erreichte im Halbfinale den elften Platz mit 38 Punkten.